# マンチェスター教区
マンチェスター教区（マンチェスターきょうく、英語: Manchester Parish）は、ミドルセックス郡にあり、ジャマイカの中西部に位置する教区。面積は830平方キロメートル、人口は189,797人（2011年）。
中心地のマンデヴィルは、主要なビジネスセンターであり、ジャマイカの州都では唯一、海にも川にも面していない。

## 隣接行政区画
- セント・エリザベス教区
- トレローニー教区
- クラレンドン教区

## 出身者
ジャマイカの7人の国民的英雄の一人であるノーマン・ワシントン・マンリー(1969年没)はこの教区で生まれた。